# 狭叶黄牛奶树
狭叶黄牛奶树（学名：Symplocos laurina var. bodinieri）为山矾科山矾属下的一个变种。

## 扩展阅读
- 維基物種上的相關：狭叶黄牛奶树